# Nachal Šemeš
Nachal Šemeš (hebrejsky: נחל שמש) je vádí v pahorkatině Šefela, nedaleko od západního okraje Judských hor v Izraeli.
Začíná v nadmořské výšce okolo 250 metrů v prostoru města Bejt Šemeš. Směřuje pak k západu rychle se zahlubujícím údolím se zalesněnými svahy, přičemž z jihu míjí pahorek Tel Bejt Šemeš. Na jižním okraji vesnice Jiš'i pak zprava ústí do vádí Nachal Jiš'i. Vádí po většinu své délky prochází urbanizovanou krajinou.